# Polikarp ze Smyrny
Polikarp ze Smyrny (gr. Πολύκαρπος, Polýkarpos;  łac. Polycarpus; ur. ok. 69–82, zm. 22 lutego 156) – biskup Smyrny (obecnie Izmir w Turcji), święty katolicki i prawosławny (jako święty męczennik, cs. священномученик Полика́рп Сми́рнский), zaliczany do ojców apostolskich.

## Życiorys
Polikarp urodził się prawdopodobnie około roku 70 w zamożnej, chrześcijańskiej rodzinie. Według tradycji znał osobiście kilku apostołów i miał być uczniem apostoła Jana Teologa (Ewangelisty). Przez niego został też ok. 100 roku mianowany biskupem Smyrny. Podczas postoju w Smyrnie konwoju z aresztowanym, wiezionym do Rzymu Ignacym Antiocheńskim, obaj biskupi spotkali się. Ignacy skierował później do Polikarpa list napisany w Troadzie.
Za pontyfikatu papieża Aniceta (154/155–165) Polikarp przybył do Rzymu w sprawie ustalenia jednolitej daty świętowania Wielkanocy. Chrześcijanie na Wschodzie świętowali w 14 dzień żydowskiego miesiąca nisan, zaś członkowie gminy w Rzymie obchodzili Paschę w pierwszą niedzielę po 14 nisana. Biskup i papież nie doszli do porozumienia:

Anicet bowiem nie zdołał skłonić Polikarpa do zarzucenia zwyczaju, jakiego zawsze przestrzegał razem z Janem, uczniem Pańskim, i z innymi apostołami, z którymi obcował. Ani również Polikarp nie przekonał Aniceta, który twierdził, że należy się trzymać zwyczaju prezbiterów, swych poprzedników. Mimo to zachowali między sobą jedność, a w kościele Anicet, w dowód swego szacunku, pozwolił Polikarpowi na sprawowanie Eucharystii. (Ireneusz, List do papieża Wiktora; por. Euzebiusz, Historia Kościelna (Historia Ecclesiastica)  V 24,16–17)

Polikarp zginął jako ok. stuletni starzec w czasie prześladowań chrześcijan za cesarza Marka Aureliusza (121–180). Sędzia skazał go na spalenie na stosie. Współczesny opis męczeństwa podaje, że płomienie utworzyły jakby pokój lub jakby żagiel wypełniony wiatrem, który ze wszystkich stron otoczył ciało Polikarpa:

Ciało pośrodku nie wyglądało jak palące się zwłoki, lecz raczej jak wypiekany chleb, lub jak złoto lub srebro oczyszczane w piecu. Poczuliśmy też piękny zapach, jakby kadzidła lub jakiejś innej drogocennej wonności. (List Kościoła Smyrny o męczeństwie św. Polikarpa, 15,3)

W związku z tym, że płomienie nie chciały objąć Polikarpa, jeden z wykonujących wyrok podszedł i przebił go mieczem lub sztyletem.
Akta jego męczeństwa podają, że stało się to 22 lutego 156 r., choć podaje się także rok 155 i 167.
Po męczeńskiej śmierci św. Polikarpa naoczni jej świadkowie sporządzili opis jego męczeństwa i jako list Kościoła smyrneńskiego przesłali do wiernych w Filomelium (obecnie: Akşehir) w Frygii. Opis zachował się do czasów współczesnych i jest znany jako „Martyrium Polycarpi”. Jest to najstarszy znany dokument opisujący śmierć pojedynczego męczennika.

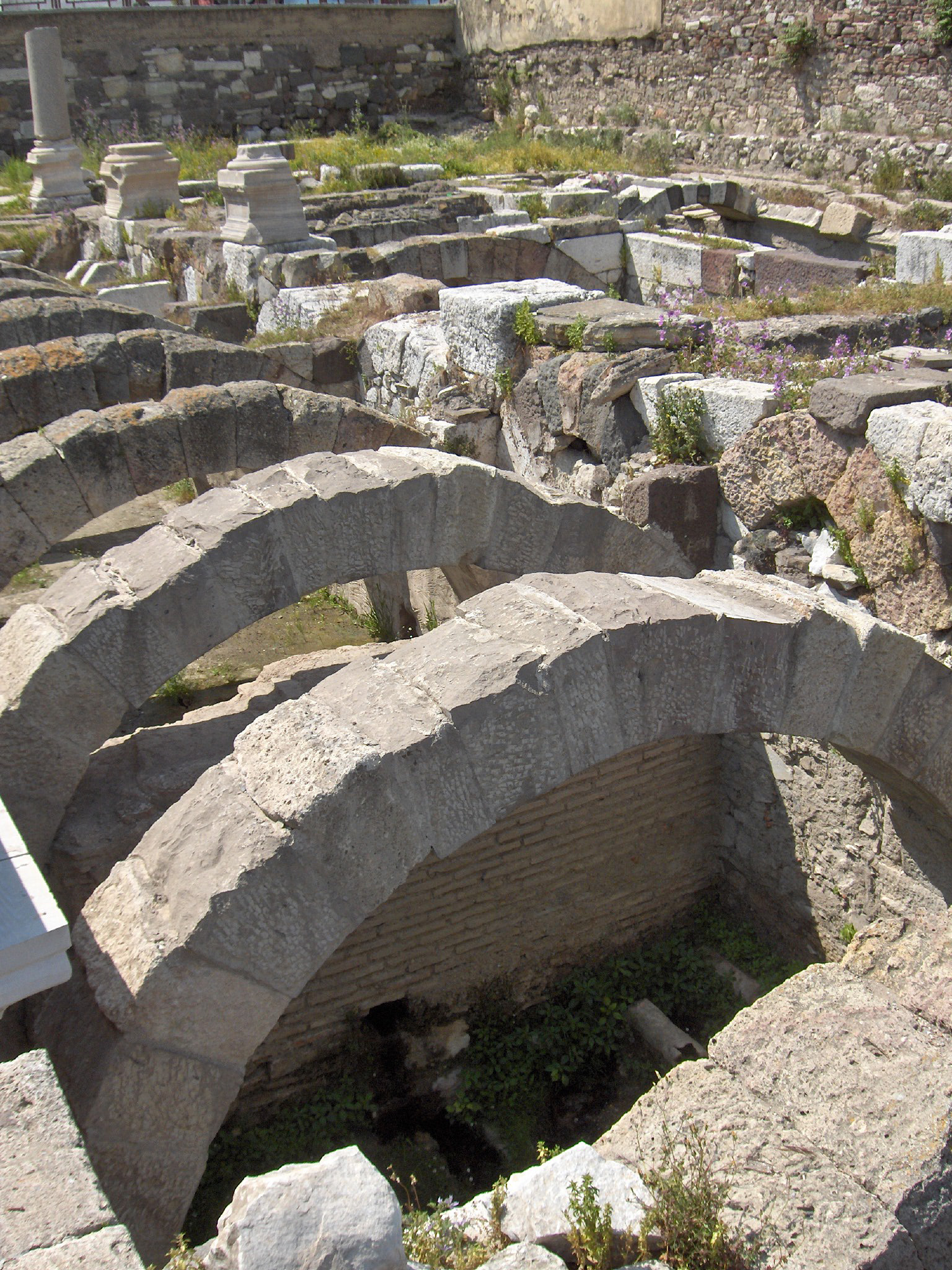
Starożytna agora w Smyrnie

Tak o świętym wspomina Martyrologium rzymskie:

Dnia 26 stycznia, w Smyrnie dzień śmierci św. Polikarpa. Był on uczniem św. Jana, Apostoła i przez niego wyświęcony na Biskupa tego miasta. Był także zwierzchnikiem całej prowincji kościelnej Małej Azji. Za czasów Marka Antoniusza i Lucjusza Aureliusza Kommodusa, był na rozkaz prokonsula wrzucony do ognia, gdy w amfiteatrze cały naród żądał jego śmierci. Ponieważ jednak płomienie mu nie zaszkodziły, więc go ścięto mieczem. Razem z nim tę samą śmierć męczeńską poniosło dwunastu mieszkańców Filadelfii.

Troska współwyznawców o szczątki zabitego Polikarpa jest odnotowywana jako jeden z pierwszych przejawów czczenia świętych oraz ich relikwii, a opis wskazuje na rodzące się przekonanie o wyjątkowej ich wartości:

Tak więc mogliśmy później zebrać jego kości, cenniejsze od klejnotów i droższe od złota, aby je złożyć w miejscu stosownym” („Męczeństwo św. Polikarpa”)

## Listy
Polikarp był autorem wielu listów, z których zachował się jeden, skierowany do wspólnoty chrześcijańskiej w Filippi. Pozostawione przez Polikarpa informacje odnoszące się do Ignacego Antiocheńskiego i napisanych przez niego listów mają dużą wartość historyczną. Uczniem Polikarpa miał być jeden z płodniejszych teologów II w., Ireneusz z Lyonu (140–202).

## W liturgii
Wspomnienie liturgiczne w Kościele katolickim obchodzone jest 23 lutego (w nadzwyczajnej formie rytu rzymskiego 26 stycznia), natomiast cerkiew prawosławna wspomina męczennika 23 lutego/8(7*) marca, tj. 8 marca według kalendarza gregoriańskiego.

## Ikonografia
W ikonografii święty przedstawiany jest zazwyczaj jako mężczyzna z krótką, siwą brodą w liturgicznych szatach biskupich, często ozdobionych dużymi krzyżami. Prawą ręką błogosławi, w lewej trzyma Ewangelię. Niekiedy ma na sobie szaty męczennika i krzyż w dłoni.